# ۲۱۳ (قمری)
۲۱۳ (قمری)، دویست و سیزدهمین سال در گاهشماری هجری قمری است. اول محرم این سال برابر با بیست و ششم مارس سال ۸۲۸ میلادی است.

## زادگان
- ابن قتیبه دینوری : تاریخ نگار ایرانی تبار.

## وابسته
- طلحه بن طاهر
- ابوالعتاهیه